# Szekely Cyclecar Company
Szekely Cyclecar Company war ein US-amerikanischer Hersteller von Automobilen.

## Unternehmensgeschichte
Charles J. Berthal und Otto E. Szekely waren auf einer Universität in Berlin. Sie gründeten 1914 das Unternehmen in Richmond in Virginia. Sie fertigten Automobile, die als Cub vermarktet wurden. Im gleichen Jahr endete die Produktion.

## Fahrzeuge
Das einzige Modell wurde als Cyclecar bezeichnet, obwohl unklar ist, ob es die Kriterien für Cyclecars erfüllte. Ein luftgekühlter V2-Motor von De Luxe trieb über Riemen die Hinterachse an. Ein Rohrrahmen diente als Fahrgestell. Der Neupreis betrug 350 US-Dollar. Zum Vergleich: Das Ford Modell T kostete damals 500 Dollar als zweisitziger Runabout.